# Pat Kelly
Pour les articles homonymes, voir Pat Kelly (homonymie) et Kelly.
Pat Kelly est un chanteur jamaïcain de rocksteady et de reggae né à Kingston en 1949 et mort dans la même ville le 16 juillet 2019.

## Biographie
Pat Kelly commence sa carrière au sein du groupe de ska, rocksteady et de reggae jamaïcain The Techniques formé en 1964. Il remplace Slim Smith qui quitte le groupe en 1966. De nombreux morceaux sortiront parmi lesquels You Don't Care, Queen Majesty, I Wish It Would Rain, It's You I Love et Love Is Not a Gamble. La voix de fausset de Kelly, fortement influencée par le chanteur américain de soul Sam Cooke, en combinaison avec Winston Riley et Bruce Ruffin, permis aux "Techniques" de retrouver le succès rencontré avec Smith.
En 1968, Pat Kelly se lance dans une carrière solo. Son How Long Will It Take est la meilleure vente de single jamaïcain en 1969.

## Discographie

### Albums

#### Albums studio
- Pat Kelley Sings (1969) Pama Records
- Talk About Love (1978) Terminal
- Give Love a Try (1978) Third World
- Youth and Youth (1978) Live & Love
- Lonely Man (1978) Burning Sounds
- Lovers Rock (1979) Third World (avec Johnny Clarke et Hortense Ellis)
- One Man Stand (1979) Third World/Puff
- So Proud (1979) Burning Rockers/Chanan-Jah
- Cool Breezing (1971) Sunshot
- Wish It Would Rain (1980) Joe Gibbs
- From Both Sides (1980) Ital
- Sunshine (1980) KG Imperial
- Pat Kelly and Friends (1984) Chanan-Jah
- One In a Million (1984) Sky Note
- Ordinary Man (1987) Body Music
- Cry For You No More (1988) Blue Moon
- Srevol (19??) Ethnic

#### Compilations
- The Best of Pat Kelly (1983) Vista Sounds
- Butterflies Sonic Sounds
- Classic Hits of Pat Kelly (1995) Rhino
- Classics (199?) Super Power
- Soulful Love - The Best Of (1997) Trojan (Pat Kelly & Friends)
- The Vintage Series (2000) VP
- Sings Classical Hits Galore Striker Lee